# 大理石宮 (波茨坦)
大理石宮（德語：Marmorpalais）是位於德國城市波茨坦的一座宮殿，是一座早期新古典主義風格建築。在共產主義統治時期，大理石宮曾被用來作為軍事博物館，但現在已經恢復原貌。

## 外部連結
- Official site of Stiftung Preußische Schlösser und Gärten (German)（页面存档备份，存于）
- UNESCO World Cultural Heritage site（页面存档备份，存于）

52°24′46″N 13°04′11″E / 52.412671°N 13.06975°E